# Jarno Saarinen
Jarno Karl Keimo Saarinen (Turku, Finlandia,11 de diciembre de 1945 - Autodromo Nazionale Monza, Italia, 20 de mayo de 1973) fue un piloto finlandés de motociclismo que compitió en las categorías de 50, 250, 350 y 500cc del Campeonato del Mundo de Motociclismo. Es el único finlandés en obtener un campeonato del mundo, concretamente el mundial de 250cc de 1972.

## Biografía
Jarno Saarinen nació y creció en Turku, en el Sur de Finlandia. A la edad de 15 años, trabajó como aprendiz a probador para Tunturi-Puch, empresa de motocicletas en Turku donde se montaban motocicletas bajo la licencia de la marca austríaca Puch. Saarinen realizó su debut en la carrera sobre hielo de Ylone en 1961, finalizando segundo. Junto a su amigo íntimo Teuvo Länsivuori participó en carreras de hielo y hierba, así como carretera.
En 1965, Saarinen ganó el Campeonato Nacional de Finlandia sobre hielo de 250cc. Saarinen también comenzaría la carrera de velocidad. El 4 de agosto de 1968 hizo su debut en el Campeonato del Mundo de Motociclismo en Imatra, pilotando una Puch de 125cc y acabando en undécima posición, en la que adelantó a campeones mundiales como Phil Read y Bill Ivy. En 1969 ganó el Campeonato Nacional de 125cc y 250cc, realizando él mismo las funciones de mecánico.
Saarinen se destacó por su estilo de conducción en el que mantenía su pecho justo por encima del tanque de gasolina de la motocicleta, y por la forma en que negociaba las curvas moviendo su cuerpo hacia el interior de una curva mientras extendía la rodilla. Su estilo de conducción influyó en el futuro campeón mundial, Kenny Roberts, cuando le vio en una carrera en Ontario Motor Speedway en 1973. Saarinen pilotó en el Ontario Champion Sparkplugs Classic en 1972, a bordo de una Al Godin Yamaha 350cc. Saarinen también se destacó por el peculiar estilo en el que inclinaba su manillar en una posición casi vertical.
Saarinen realizó su temporada completa en 1970 en la categoría de 250cc, también haciendo las funciones de mecánico. Convenció a tres gerentes de banco para que financiaran su carrera bajo la falsedad de que estaban financiando su educación. Terminó la temporada en cuarto lugar a pesar de perderse las últimas tres carrera del campeonato para completar su educación al graduarse como ingeniero del Turku Technical Institute.
En 1971, Giacomo Agostini era el vigente campeón del mundo de 350cc con una MV Agusta. Sin embargo, Saarinen se reivindició al ganar su primera carrera de Gran Premio de 350cc en Checoslovaquia, después de que Agostini se retirara por problemas mecánicos. Luego terminó segundo en el GP de Finlandia antes de ganar el GP de las Naciones. Saarinen compitió en las clases de 250cc y 350cc en 1971, terminando tercero en el Campeonato Mundial de 250cc y segundo detrás de Agostini en 350cc. También mostró su versatilidad en la Gran Premio de España al terminar segundo en la carrera de 50cc a bordo de una Kreidler y ganar la carrera de 250cc con una Yamaha.
El éxito de Saarinen no pasó desapercibida para Yamaha, que lo contrató para pilotar sus motocicletas de 250cc y 350cc para 1972. Saarinen recompensó la fe de Yamaha en él al ganar el Campeonato mundial de 250cc en una dura batalla con temporada con Renzo Pasolini y Rod Gould Finalizó segundo en la general de 350cc, ofreciendo batalla a Giacomo Agostini con tres victorias, incluida la del Gran Premio de Alemania celebrada en la desalentadora Nürburgring, donde Saarinen derrotó a Agostini por primera vez en una carrera cara a cara. También obtuvo una doble victoria en el Gran Premio de Checoslovaquia con victorias en las categorías de 250cc y 350cc. The threat from Saarinen's performance was so strong that the previously dominant MV Agusta factory was forced to produce a new 350cc motorcycle for Agostini. Al finalizar la temporada, Saarinen viajó a Gran Bretaña, donde ganó la invitación de la "Carrera del Año" celebrada en Mallory Park.
Al final de la temporada, Saarinen negoció con la fábrica Benelli sobre la posibilidad de pilotar sus motos en 350cc y 500cc en los campeonatos mundiales. Después de una prueba secreta en Módena, firmó con Benellis para obtener victorias sobre Agostini en las carreras de 350cc y 500cc del circuito de Pesaro. La fábrica de Yamaha reaccionó ante la posibilidad de perder a su piloto estrella al firmar a Saarinen un patrocinio para competir con la recientemente desarrollada YZR500 para la temporada 1973. Defendía su título y este patrocinio de la fábrica también significaba que se le proporcionaba la mecánica para sus motocicletas, lo que le permitió concentrarse en las carreras. Con Saarinen atado, Yamaha finalmente estaba lista para desafiar el reinado de dieciséis años de MV Agusta de 500cc con equipos competitivos.
La temporada de Saarinen en 1973 comenzó bien, ya que se convirtió en el primer piloto europeo en ganar la prestigiosa carrera de Daytona 200 en los Estados Unidos con una Yamaha TZ 350 contra una oposición de capacidad mucho mayor de 750cc. Regresó a Europa donde, contra un impresionante abanico de competidores, se impuso con una victoria en la prestigiosa carrera de pretemporada Imola 200, una vez más venciendo a los competidores en motocicletas más grandes con el TZ350.
Saarinen se puso a comandar el campeonato mundial de 1973 al obtener una doble victoria en la apertura de la temporada en GP de Francia. Ganó la carrera de 250cc y 500cc, batiendo en 16 segundos a Read. Siguió la trayectoria ganadora con una doble victoria en el GP de Austria en el rapidísimo circuito de Salzburgring. Continuó su racha de 250cc en elGP de Alemania, aunque tuvo problemas mecánicos en 500cc.

## Muerte
Saarinen llegaba como claro líder de 250cc y 500cc al Gran Premio de las Naciones El  Circuito de Monza, inaugurado en 1922, era rápido y estaba forrado con barreras de acero que no dejaban margen de error para los corredores de motocicletas. Las barreras de acero que recubren el circuito se instalaron como resultado de las demandas de los corredores de automóviles después de un accidente que ocurrió durante el Gran Premio de Italia de 1961 cuando el piloto de carreras Wolfgang von Trips y 15 espectadores murieron. La mayoría de los corredores de automóviles creían que las barreras de acero mejorarían la seguridad de los corredores y espectadores, pero tenían el efecto contrario para los motociclistas. Cuando llegó a Monza, Saarinen se había quejado de las barandillas, pero no se tomaron medidas. A pesar de la instalación de dos nuevas chicanes (colocadas antes de la Curva Grande y en Vialone) no se utilizaron para las carreras de motocicletas en Monza.
En la primera vuelta de la carrera de 250cc, la tragedia golpeó cuando la motocicleta de Renzo Pasolini se tambaleó hacia un lado y se estrelló contra la barandilla, matándolo al instante. La motocicleta de Pasolini rebotó y volvió al circuito y golpeó a Saarinen en la cabeza. El impacto le arrancó su casco y provocó heridas fatales en la cabeza. La colisión provocó un accidente en cadena en el que se vieron involucrados más de 14 pilotos, incluidos Hideo Kanaya, Walter Villa, Victor Palomo, Fosco Giansanti, Börje Jansson y Chas Mortimer con varios de ellos sufriendo heridas graves. La carrera se detuvo y la siguiente carrera de 500cc se canceló después del accidente.
Con los años, la causa del accidente fue objeto de una gran controversia. La causa original del accidente se atribuyó a un derrame de aceite dejado en la pista durante la carrera de 350cc cuando el Benelli de Walter Villa comenzó a fumar y gotear aceite en la penúltima vuelta. Los oficiales de la carrera no pudieron eliminar el derrame antes de la carrera de 250cc, y el piloto John Dodds expresó sus preocupaciones a las autoridades, solo para enfrentar amenazas de expulsión del circuito por parte de la policía. Sin embargo, han aparecido algunos artículos que muestran fotos de la moto de Pasolini consistentes con la detención del motor, bloqueando la rueda trasera y causando el choque. Además, la investigación oficial sobre el accidente, emitida en septiembre de 1973, encontró que la causa del accidente fue la incautación del motor en la motocicleta de Renzo Pasolini.

## Legado
La tragedia en Monza fue un shock para la comunidad de motociclistas. Dos de los mejores corredores deportivos se habían perdido y los equipos de carreras de fábrica de Suzuki, MV Agusta, Harley Davidson y Yamaha se unieron para exigir más seguridad condiciones en pistas de carreras. Solo cuarenta días después, tres corredores en una carrera de Juniors italianos encontraron la muerte en el mismo circuito. Un mes después del Gran Premio de las Naciones, los equipos de carrera tomaron una posición y boicotearon el Gran Premio de Yugoslavia celebrado en el traicionero Circuito de Opatija debido a las condiciones peligrosas de la pista. La fábrica de Yamaha fue más allá al retirarse de las carreras por el resto del año para honrar la memoria de Saarinen.

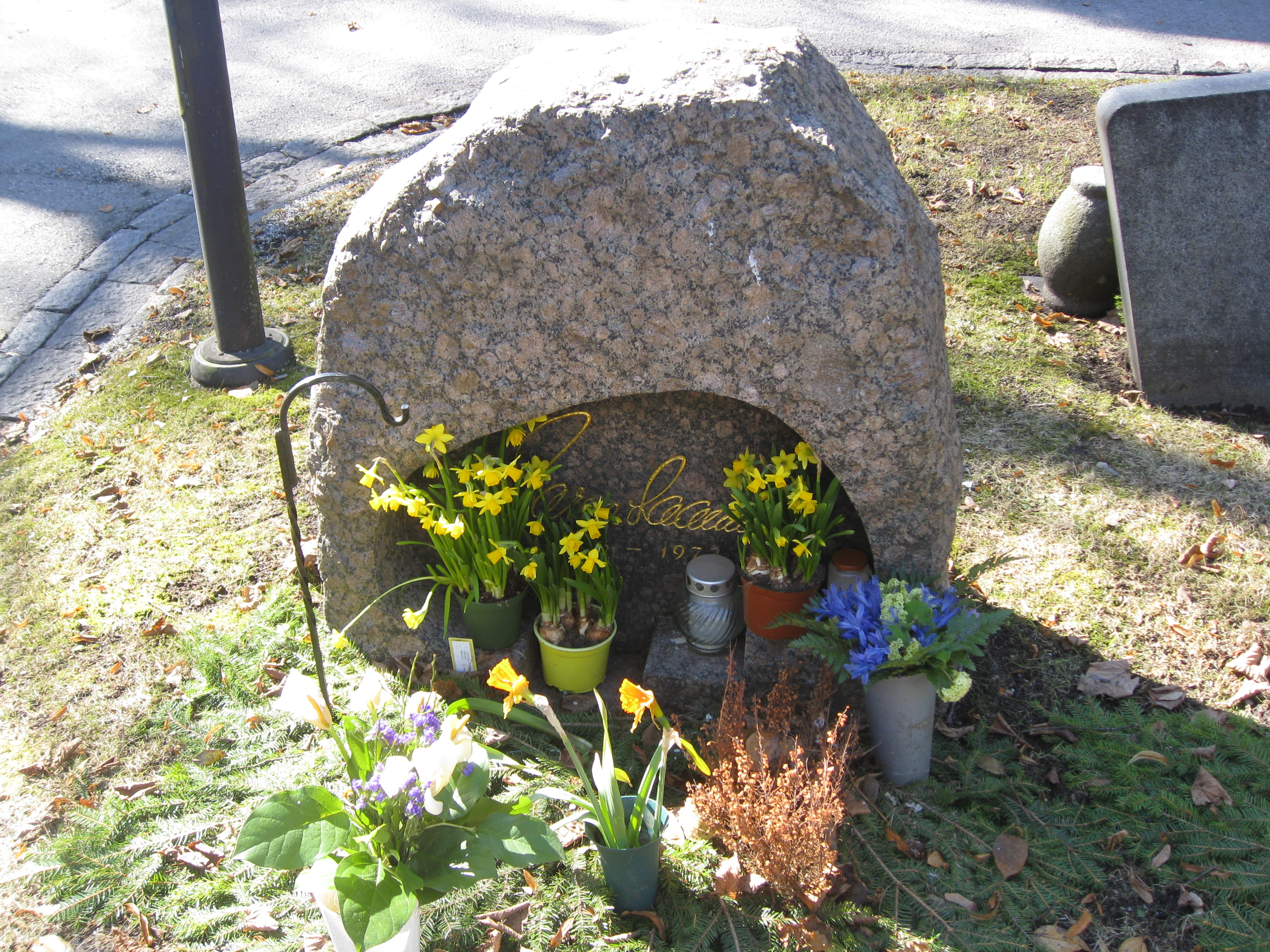
Tumba de Jarno Saarinen en Turku, Finlandia.

La muerte de Gilberto Parlotti en la TT Isla de Man de 1972 y las muertes de Saarinen y Pasolini en 1973 pusieron de manifiesto la necesidad de mejorar las normas de seguridad para los motociclistas. En ese momento, muchas carreras del calendario de motocicletas todavía se llevaban a cabo en circuito urbanos con riesgos como postes telefónicos y cruces de ferrocarril. Los circuitos de la época también eran peligrosos para los motociclistas debido a las barreras de acero en la pista preferidas por los corredores de autos. Las tensiones por cuestiones de seguridad continuaron a fuego lento durante la década de 1970 entre los pilotos, los organizadores de la carrera y la FIM, ya que los corredores mostraron su creciente insatisfacción con los estándares de seguridad y la forma en que se organizaron las carreras boicoteando varias carreras del Gran Premio.
La situación llegó a un punto de ruptura en 1979 cuando el vigente campeón mundial de 500cc Kenny Roberts y el periodista Barry Coleman intentaron romper la hegemonía de la FIM organizando a muchos de los mejores corredores para comenzar el proceso de establecer un campeonato de motos rival llamado la "Serie Mundial". 192/5000
Aunque la serie de la competencia no pudo despegar debido a las dificultades para asegurar suficientes lugares, obligó a la FIM a tomar en serio las demandas de los corredores y hacer cambios con respecto a su seguridad. Durante el Congreso de la FIM de 1979, se aprobaron nuevas reglas que aumentaron sustancialmente el dinero del premio y en los años siguientes, se impusieron regulaciones de seguridad más estrictas a los organizadores de la carrera. En los años siguientes, los circuitos de carreras peligrosas se eliminaron del calendario del Gran Premio. Los circuitos de carrera comenzaron a reemplazar las barandillas de acero que alineaban las pistas y crearon área de escape seguras. Esto marcaría el comienzo de una era de mayor profesionalismo y mejora de los estándares de seguridad en el deporte.

## Resultados en el Campeonato del Mundo
Sistema de puntuación desde 1969 hasta 1987:
| Posición | 1.º | 2.º | 3.º | 4.º | 5.º | 6.º | 7.º | 8.º | 9.º | 10.º |
| Puntos   | 15  | 12  | 10  | 8   | 6   | 5   | 4   | 3   | 2   | 1    |

### Carreras por año
(Carreras en negrita indica pole position; Carreras en cursiva indica vuelta rápida)
| Año  | Clase | Equipo   | 1     | 2       | 3       | 4           | 5     | 6       | 7     | 8      | 9       | 10      | 11    | 12      | 13    | Pts. | Pos. |
| ---- | ----- | -------- | ----- | ------- | ------- | ----------- | ----- | ------- | ----- | ------ | ------- | ------- | ----- | ------- | ----- | ---- | ---- |
| 1968 | 125cc | Tunturi  | GER - | ESP -   | IOM -   | NED -       |       | DDR -   | CZE - | FIN 11 | ULS -   | NAT -   |       |         |       | 0    | -    |
| 1970 | 125cc | Puch     | GER - | FRA Ret | YUG 19  | IOM -       | NED - | BEL -   | DDR - | CZE -  | FIN -   | ULS -   | NAT - | ESP -   |       | 0    | -    |
| 1970 | 250cc | Yamaha   | GER 6 | FRA 4   | YUG 4   | IOM -       | NED 3 | BEL 4   | DDR 4 | CZE 3  | FIN Ret | ULS -   | NAT - | ESP Ret |       | 57   | 4.º  |
| 1971 | 50cc  | Kreidler | AUT - | GER -   |         | NED -       | BEL - | DDR -   | CZE - | SWE -  |         |         | NAT 6 | ESP 2   |       | 17   | 12.º |
| 1971 | 250cc | Yamaha   | AUT 8 | GER 15  | IOM -   | NED Ret     | BEL - | DDR 5   | CZE 3 | SWE 3  | FIN 6   | ULS 2   | NAT 5 | ESP 1   |       | 64   | 3.º  |
| 1971 | 350cc | Yamaha   | AUT 6 | GER 5   | IOM -   | NED Ret     |       | DDR Ret | CZE 1 | SWE 3  | FIN 2   | ULS Ret | NAT 1 | ESP Ret |       | 63   | 2.º  |
| 1972 | 250cc | Yamaha   | GER 3 | FRA 4   | AUT 2   | NAT 3       | IOM - | YUG Ret | NED 3 | BEL 1  | DDR 1   | CZE 1   | SWE 2 | FIN 1   | ESP - | 94   | 1.º  |
| 1972 | 350cc | Yamaha   | GER 1 | FRA 1   | AUT 4   | NAT 3       | IOM - | YUG -   | NED 2 |        | DDR -   | CZE 1   | SWE 3 | FIN 2   | ESP - | 89   | 2.º  |
| 1973 | 250cc | Yamaha   | FRA 1 | AUT 1   | GER 1   | NAT Ret (†) | IOM - | YUG -   | NED - | BEL -  | CZE -   | SWE -   | FIN - | ESP -   |       | 45   | 4.º  |
| 1973 | 500cc | Yamaha   | FRA 1 | AUT 1   | GER Ret | NAT -       | IOM - | YUG -   | NED - | BEL -  | CZE -   | SWE -   | FIN - | ESP -   |       | 30   | 7.º  |